# Kōsuke Taketomi
Kōsuke Taketomi (武富 孝介 Taketomi Kōsuke?, Saitama, 23 de septiembre de 1990) es un futbolista japonés que juega como centrocampista en el Ventforet Kofu de la J2 League.

## Trayectoria

### Clubes
| Club                     | País  | Año       |
| ------------------------ | ----- | --------- |
| Kashiwa Reysol           | Japón | 2009-2017 |
| Roasso Kumamoto (cedido) | Japón | 2011-2012 |
| Shonan Bellmare (cedido) | Japón | 2013-2014 |
| Urawa Reds               | Japón | 2018-2020 |
| Shonan Bellmare (cedido) | Japón | 2019      |
| Kyoto Sanga              | Japón | 2021-2022 |
| Ventforet Kofu           | Japón | 2023-     |

## Palmarés

### Títulos nacionales
| Título             | Club               | País  | Año  |
| ------------------ | ------------------ | ----- | ---- |
| J2 League          | Kashiwa Reysol     | Japón | 2010 |
| J2 League          | Shonan Bellmare    | Japón | 2014 |
| Copa del Emperador | Urawa Red Diamonds | Japón | 2018 |